# 东山街道 (鹤岗市)
东山街道，是中华人民共和国黑龙江省鹤岗市东山区下辖的一个乡镇级行政单位。

## 行政区划
东山街道下辖以下地区：
富民社区、滨河社区、安康社区和爱民社区。